# Minnofer (vezír)
Minnofer ókori egyiptomi vezír volt az V. dinasztia idején, Niuszerré uralkodása alatt. Viselte „a király minden munkálatainak felügyelője” címet is, ami vezírek gyakori címe volt.
Több forrásból ismert: ábrázolják Niuszerré abuszíri halotti templomában, ami bizonyítja, hogy az ő idején élt; említik egy rövid, a kövek megjelölésére használt feliraton, amelyet a Noferirkaré piramiskomplexumát körülvevő falban találtak; említik Abuszírban talált, Dzsedkaré Iszeszi idejére datált feliratokon; ismert még szarkofágjáról, ami ma a leideni Rijksmuseum van Oudhedenben található. Masztabasírja Szakkarában épült.
A Noferirkaré-piramisnál történt említése arra utal, részt vett a piramis építésében. Noferirkaré Niuszerré előtt uralkodott, ami azt jelenti, Minnofer hosszú ideig volt hatalmon, vagy pedig a piramiskomplexumot Niuszerré alatt fejezték be. Dzsedkaré Iszeszi idejében azzal kapcsolatban említik Minnofert, hogy elnevezték róla papok egy csoportját; ez arra utalhat, hogy később is nagy tiszteletben tartották, talán szoborkultusza is volt.